# سهل شارون
سهل شارون (بالعبرية: השרון) أو سارونة هو الجزء الأوسط من السهل الساحلي في إسرائيل.
يقع السهل بين البحر الأبيض المتوسط غرباً والتلال السامرية على بعد 15 كم (9.3 ميل) شرقاً. تمتد من ناحال تانينيم، وهو مجرى يُمثِّل الطرف الجنوبي من جبل الكرمل شمالاً إلى نهر العوجا جنوباً، عند الحد الشمالي من تل أبيب على بعد حوالي 90 كم (56 ميل). يتم تضمين أجزاء من السهل في المنطقة الوسطى ومنطقة تل أبيب في إسرائيل.

## التناخ
ورد ذكر سهل شارون في الكتاب المقدس (سفر أخبار الأيام الأول: 5:16، 27:29؛ سفر أشعياء: 33:9، 35:2، 65:10)، كما أُشير إلى زهرة شارون الغامضة (سفر نشيد الأنشاد 2:1).

## التاريخ الحديث
تاريخياً، كانت بعض الأجزاء من سهل شارون شديدة الخصوبة، كان معظمها مستنقعاً ومصاباً بالملاريا، وهي حالة تفاقمت بسبب إزالة الغابات العثمانية الهائلة. وصل المهاجرون الصهاينة في أوائل القرن العشرين، واستنزفوا معظم أراضي المستنقعات، وسكنوا المنطقة وأنشئوا العديد من المستوطنات. في عام 2008، كانت المنطقة هي الأعلى كثافة سكانية في إسرائيل.

## المدن والمجالس الإقليمية
| المدن | المجالس الإقليمية |
| --- | --- |
| - نتانيا (عدد السكان: 204,000) - هرتسليا (عدد السكان: 96,000) - الخضيرة (عدد السكان: 76,400) - كفار سابا (عدد السكان: 81,400) - كفار يونا (عدد السكان: 21,611) - روش هاعين (عدد السكان: 37,500) - رعنانا (عدد السكان: 73,100) - هود هشارون (عدد السكان: 58,000) - رامات هاشارون (عدد السكان: 36,800) - الطيبة (عدد السكان: 33,800) - الطيرة (عدد السكان: 21,100) - قلنسوة (عدد السكان: 17,300) | - Hefer Valley Regional Council - Hof HaSharon Regional Council - Lev HaSharon Regional Council - Southern Sharon Regional Council |